# Rio Cautário
Rio Cautário är ett vattendrag i Brasilien.   Det ligger i delstaten Rondônia, i den västra delen av landet, 1 800 km väster om huvudstaden Brasília.
I omgivningarna runt Rio Cautário växer i huvudsak städsegrön lövskog. Trakten runt Rio Cautário är nära nog obefolkad, med mindre än två invånare per kvadratkilometer.